# Коринфська війна
Коринфська війна (Коринтська війна) — військовий конфлікт 395-387 років до н. е. в Стародавній Греції між Пелопоннеським союзом і коаліцією чотирьох союзницьких держав: Фів, Афін, Коринфа і Аргоса, які були спочатку підтримані Персією.
Приводом для розв'язання війни став конфлікт у північно-західній Греції, в який втрутилися Фіви і Спарта. Глибшою причиною була ворожість до Спарти, «викликана експансіонізмом цього міста в Малій Азії, центральній та північній Греції … і навіть на заході».
Війна велася на двох театрах: на суші (близько Коринфа і Фів) і на Егейському морі. На суші спартанці досягли кількох ранніх успіхів у головних битвах, але були нездатні скористатися своєю перевагою, і боротьба скоро була поставлена в безпорадне становище. На морі спартанський флот переміг перський флот ще на початку війни, і Спарта після цього відмовилася від спроб стати морською державою. Використовуючи в своїх інтересах цей факт, надалі Афіни почали кілька морських кампаній, повернувши безліч островів, які були частиною первісної Афінської держави впродовж 5 століття до н. е.
Стривожені цими успіхами афінян, перси припинили підтримувати союзників і почали підтримувати Спарту. Це відступництво змусило союзників шукати Анталкідового миру, також відомого як Царський мир, підписаний 387 до н. е., який формально і закінчив війну. В угоді зазначалось, що Персія буде керувати всією Іонією, а всі інші грецькі міста незалежні один від одного. Спарта мала стежити за виконанням пунктів договору. Ефект війни, таким чином, полягали в тому, що Персія може успішно втручатися в грецьку політику, а Спарта продовжує займати провідне положення в грецькій політичній системі.

## Передумови
У Пелопоннеської війни, яка завершилася в 404 до н. е., Спарта заручилася підтримкою багатьох грецьких полісів на материку і Перської імперії, а після війни під її контролем опинилися і острівні держави Егейського моря. Проте вже невдовзі після війни союзники і сателіти Спарти почали виявляти невдоволення щодо неї. Попри те, що перемога була досягнута спільними зусиллями членів Пелопоннеського союзу, одна лише Спарта отримала контрибуцію від переможених держав і данину від колишньої Афінської держави. Союзники Спарти дедалі більше віддалялися від неї. Коли в 402 до н. е. Спарта напала на Еліду, члена Пелопоннеського союзу, який не виконував союзницьких зобов'язань впродовж Пелопоннеської війни, Коринф і Фіви відмовилися послати війська на допомогу Спарті.
Фіви, Коринф і Афіни також відмовилися брати участь в експедиції спартанців в Іонію 398 до н. е. Фіванці при цьому ще й завадили цареві Агесілаю приносити жертву богам перед його від'їздом. Попри відсутність армій цих держав, Агесілай досить успішно воював проти персів у Лідії, досягнувши Сард. Сатрап Тиссаферн був страчений через відмову утримувати армію Агесілая, а його наступник Тіфравст підкупив спартанців, аби ті рушили на північ у сатрапію Фарнабаза. Агесілай почав готувати великий флот.
У Фівах у цей час там і справді усунули від державного керма проспартанську олігархію на чолі з Леонтіадом. До влади прийшли його запеклі суперники Ісменій та Андроклід. Леонтіад спирався на знать, гіппеїв, а нових урядовців вважали представниками демосу, насамперед сільського, тому іноді в літературі кажуть про перемогу «гоплітської» партії. Певні зв’язки нові владці мали і з афінськими демагогами, які знайшли в Беотії притулок під час панування «тридцяти тиранів».Зусиллями фіванських демагогів був перебудований у демократичному дусі Беотійський союз. А фактичним його керівником став все той же Ісменій, а це, між іншим, означало, що для Спарти Беотія була втрачена.
Власна «демократична партія» з’явилася невдовзі навіть у традиційно олігархічному Коринфі. Павсаній натякає, що у цьому випадку не обійшлося без втручання аргоських демагогів на чолі з Кілоном, з якими, за його словами, був пов’язаний ватажок коринфського демосу Поліанф. Зрештою у 395 році до нашої ери Фарнабаз влаштував революцію на Родосі, який спартанці до того використовували як базу для свого флоту. Перська ескадра під проводом афінянина Конона атакувала родоську гавань і відволікла на себе сили оборонців, а місцеві демагоги зібрали своїх прихильників на агорі, штурмом здобули булевтерій і перебили усіх державних очільників. Скликані революціонерами народні збори оголосили про встановлення демократії та вигнали з Родосу тих прихильників старої влади, які залишилися живі. Невдовзі, щоправда, спартанці організували контрпереворот і змусили тікати з Родосу демагогів, але ті знову повернулися до влади, і знову з перською допомогою.
Для пошуку союзників новоспеченої демократії до Балканської Греції вирушив родосець Тимократ. Щоб аргументи дипломата були переконливіші, перський намісник Фарнабаз ще й забезпечив його чималою сумою грошей. Ксенофонт зі зловтіхою перераховує отримувачів перських «грантів», зокрема беотійців і аргівян, проте чомусь (можливо, з патріотичних міркувань) виключає зі списку афінян. Втім, з інших джерел ми знаємо, що афінські демагоги Епікрат і Кефал гроші взяли. У Коринфі Тимократ встановив контакти не лише з ватажком «демократичної партії» Поліанфом, а й з відомим полководцем Тимолаєм.

## Ранні події (395 до н.е.)

### Початок військових дій
Спартанцям про укладені угоди, вочевидь, відомо не було, інакше б вони навряд чи розпочали війну з найвіддаленішим від них суперником – Фівами, ризикуючи отримати удар у тил від аргівян чи афінян. Щоправда, «старі» демократії поводилися дуже обережно і намагалися не
викликати підозр. А фіванські демагоги майже відразу після приходу до влади втрутилися у суперечку між Фокидою і Локридою на боці локрів. Коли фокідяни вторглися в Локриду і розорили її територію, локріи звернулися до Фів за допомогою, і фіванці вторглися у Фокіду; фокідяни, у свою чергу, звернулися до свого союзника, Спарти, а спартанці, раді мати привід, щоб покарати фіванців, оголосили загальну мобілізацію. Участь у каральній акції, щоправда,  відмовилися брати коринфяни – можливо, під тиском «демократичної партії» або ж за наполяганням Тимолая. Натомість, коли фіванське посольство було надіслано до Афін, афіняни проголосували за те, щоб допомогти Фівам і уклали угоду із Беотійским союзом, в якому головували Фіви.
Згідно зі спартанським планом війни, дві армії — одна під командуванням Лісандра, інша під командуванням Павсанія, повинні були об'єднатися і напасти на члена Беотійского союзу місто Галіарт. Лісандру, який прибув раніше Павсанія, вдалося переконати владу міста Орхомена повстати від Беотійского союзу, і орхоменці теж пішли в атаку на Галіарт. Лісандр загинув у битві після того, як його війська наблизилося до стін міста. Підсумок битви був невизначений. Спартанці, що понесли великі втрати, але вже перемагали групу фіванців, яка переслідувала спартанців, де останні перебували у невигідному становищі. Павсаній, прибувши через день, забрав тіла мертвих спартанських воїнів і повернувся до Спарти. Там він був підданий судовому переслідуванню за те, що був не в змозі прибути і підтримати Лісандра. Він втік до Тегеї перш, ніж його б визнали винним.

### Розширення антиспартанської коаліції
Після цього проти спартанської влади повстала уся Середня Греція. А у Коринфі за сприяння та за участі Тимолая відбувся державний переворот і була встановлена демократія – вперше за історію цього міста. Наприкінці 395 до н. е. Коринф та Аргос вступили у війну на боці Афін і Фів. Союзна рада була сформована в Коринфі для того, щоб керувати справами союзу. Союзники тоді відправили послів у малі держави Греції та отримали підтримку від багатьох з них.
Стривожені цими подіями, спартанці почали готувати армію проти цього нового союзу й послали гінця до Агесілай з наказом повернутися до Греції. Агесілай був дуже розчарований, коли дізнався про наказ зі Спарти, адже він планував і далі просуватися вглиб Азії, але вирушив додому зі своєю армією. Він перейшов Геллеспонт і йшов до Греції через Фракію.

## Війна на суходолі і на морі (394 до н.е.)

### Битва при Немеї

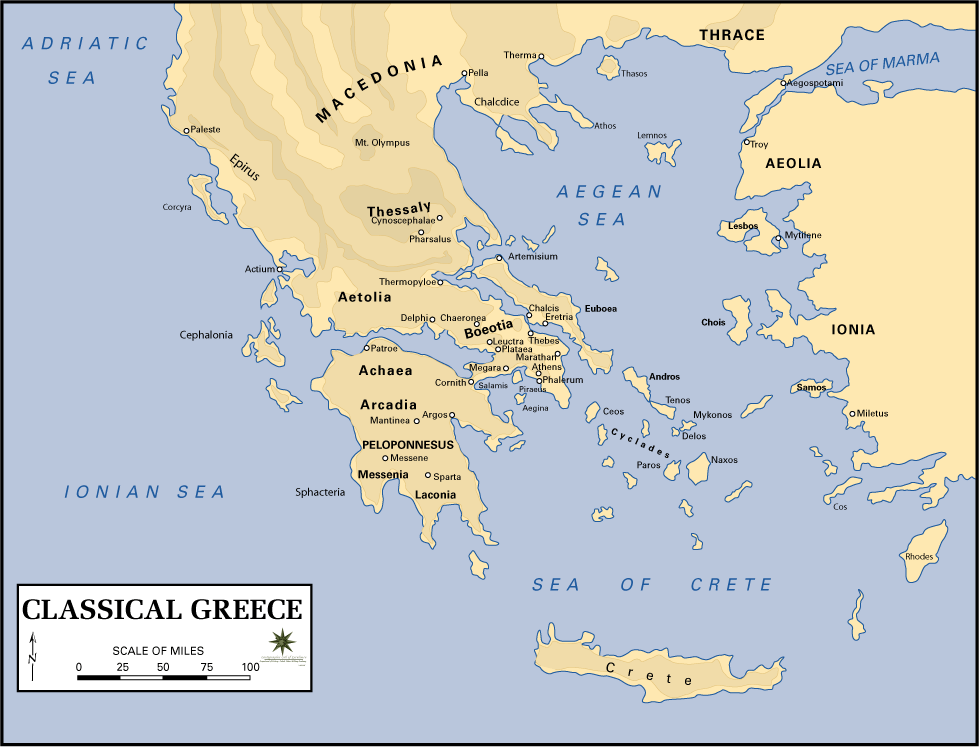
Мапа Греції класичної доби

Після укладення перемир'я між Фівами і Фокідою (Фокіда визнала себе переможеною), союзники зібрали велику армію в Коринфі. Значні сили надіслали зі Спарти, щоб кинути виклик цій армії. Армії зустрілися біля висохлого русла річки Немея в Коринфії, де відбулася битва, в якій спартанці здобули перемогу. Як часто траплялося в битвах гоплітів, праві фланги обох армій перемагали. Так, спартанці перемагали афінян, в той час як фіванці, аргів'яни і коринфяни перемагали пелопоннесців. Спартанці потім напали на фіванців, аргів'ян і коринфян, коли ті поверталися з переслідування переможених пелопоннесців. Втрати армії коаліції склали 2 800 осіб, а спартанці і їх союзники втратили тільки 1 100 осіб.

### Битва при Кніді
Наступним осередком війни стало Егейське море, де перси і спартанці зібрали великі флоти під час кампанії Агесілая в Азії. Включивши кораблі держав Егейського моря, Агесілай зібрав флот із 120 трієр і призначив командувачем флоту свого шурина Лісандра, який ніколи раніше не командував судами. Перси тим часом зібрали об'єднані фінікійський, кілікійський та кіпріотський флоти під командуванням досвідченого афінського адмірала Конона, який захопив Родос в 396 до н. е. Ці два флоти зустрілися поблизу міста Кніда в 394 до н. е. Спартанці боролися відчайдушно, особливо близько корабля Лісандра, але були зрештою переможені, більшість їх судів потонули або були захоплені. Після цієї перемоги Конон і Фарнабаз пропливли вздовж узбережжя Іонії, висилаючи спартанських намісників і гарнізони з міст. Однак вони не зуміли взяти добре укріплені міста Сісти та Абідос.

### Битва при Коронеї
До того часу армія Агесілая, пройшовши через Фессалію, де їй довелося відбивати напади фессалійців, вступила в Беотія, де зустрілася з армією антиспартанської коаліції. Армія Агесілая, що складалася переважно зі звільнених ілотів і найманців із загону Десяти тисяч, з'єдналася зі спартанським загоном, що стояв в Орхомені, і разом із загоном, переправленим через Коринфську затоку. Дві армії зустрілися при Коронеї. Як і під час Немейської битви, праві фланги двох армій перемагали ліві. Фіванці прорвали фронт, але інші союзники були переможені. Тоді фіванці повернули назад, до табору, але тут їх зустрів Агесілай і вщент розгромив. Багато фіванців були вбиті при спробі прорватися до решти союзників. Після цієї перемоги Агесілай переплив зі свій армією Коринфську затоку і повернувся до Спарти.

## Подальший хід війни (393—388 до н.е.)
Події 394 до н. е. показали, що спартанці сильні на суші, але слабкі на морі. Держави коаліції були нездатні перемогти спартанську фалангу на відкритій місцевості, але зберігали свій союз сильним і перешкоджали просуванню спартанців у Центральну Грецію. Спартанці в наступні кілька років намагалися вибити або Коринф, або Аргос із війни. Союзники, тим часом, прагнули зберегти свій об'єднаний фронт проти Спарти, в той час як Афіни і Фіви використовували в своїх інтересах заклопотаність Спарти, щоб збільшити вплив в областях, де вони традиційно домінували (тобто, Афіни прагнули збільшити свій вплив в Аттиці і на Егейському морі, а Фіви — в Беотії).

### Посилення Афін, партійна боротьба в Коринфі
У 393 до н. е. Конон і Фарнабаз припливли до материкової Греції, де здійснили набіг на узбережжя Лаконії і захопили острів Кіферу, де залишили гарнізон і афінського намісника. Після цього вони припливли до Коринфа, де розподілили гроші і переконали членів Ради показати перському царю, що вони заслуговують його довіри. Фарнабаз тоді відправив Конона з істотними фондами та великою частиною флоту в Аттику, де флот брав участь у відновленні Довгих стін від Афін до Пірея, проєкту, який був початий Фрасібулом в 394 до н. е. За допомогою гребців і робітників, яким платили перськими грошима, будівля була незабаром закінчена. Афіни швидко використовували в своїх інтересах володіння стінами і флотом, щоб захопити острови Скірос, Імброс і Лемнос, на якому вони встановили клерухії.
Приблизно в цей же час спалахнула партійна боротьба в Коринфі між демократичною та олігархічною партіями. Демократи, підтримані аргів'янами, почали атаку на своїх супротивників, і олігархів вигнали з міста. Ці вигнанці пішли до спартанців, що перебували на своїй базі в Сікіоні, щоб просити підтримки, в той час як афіняни і беотійці прибули, щоб підтримати демократів. В нічній атаці спартанці і вигнанці захопили Лехей, порт Коринфа у Коринфській затоці, і наступного дня здобули перемогу над армією, надісланою проти них. Антиспартанські союзники спробували взяти в облогу Лехей, але спартанці атакували і вигнали їх.

### Невдалі спроби укласти мир
392 до н. е. спартанці відправили посла Анталкіда до сатрапа Тірібаза, сподіваючись повернути персів проти союзників, повідомивши їм про використання Кононом перського флоту, щоб відновити Афінську державу. Афіняни дізналися про це і послали Конона та кількох інших осіб, щоб представити цей випадок персам; вони також повідомили своїх союзників — Аргос, Коринф і Фіви, які теж відправили делегації до Тірібаза. На зібранні спартанці запропонували мир, оснований на незалежності всіх держав; ця пропозиція була відхилена союзниками, оскільки Афіни бажали зберегти захоплені острови в Егейському морі, Фіви бажали утримати контроль над Беотійским союзом, а Аргос вже мав проєкти про приєднання Коринфа. Конференція, таким чином, закінчилася нічим, але Тірібаз, стривожений діями Конона, заарештував його і таємно надав спартанцям гроші на відновлення їх флоту. Хоча Конон швидко втік, він помер вже незабаром після втечі. Друга мирна конференція була проведена в Спарті того самого року, але пропозиції, зроблені там, були знову відхилені союзниками.
Після невдалої конференції в Персії Тірібаз повернувся в Сузи, щоб повідомити перському цареві про ці події, а новий командувач Струхас був відісланий, щоб прийняти командування. Струхас переслідував антиспартанську політику і спонукав їх командувача в цій галузі Фіброна, напасти на нього. Фіброн якийсь час розоряв перську територію, але був убитий разом з багатьма його вояками, коли Струхас заманив у засідку одну з його погано організованих диверсійних груп. Фіброна пізніше замінив Діпрід, який воював вдаліше, перемагаючи у малих сутичках і навіть полонив зятя Струхаса, але й він не досяг значних успіхів.

### Битва при Лехеї і захоплення Коринфа

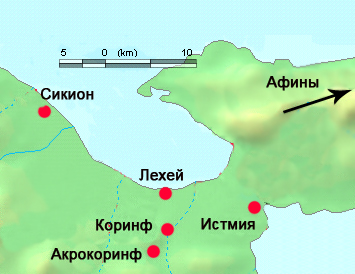
Істм: Коринф і прилегла територія

У Коринфі демократична партія продовжувала тримати державу в своїх руках, в той час як вигнанці й спартанці тримали місто Лехей, з якого вони здійснили набіг на села, розташовані поряд з Коринфом. 391 до н. е. Агесілай проводив кампанію в Коринфі, захопивши кілька укріплених пунктів з великою кількістю полонених і здобичі. У той час як Агесілай перебував у своєму таборі, афінські стратеги Каллій і Іфікрат з армією, яка майже повністю складалася з легкоозброєних військовиків і пелтастів (метальників списів), здобули рішучу перемогу над спартанським загоном, що знаходився в Лехеї. У битві Іфікрат скористався браком пельтастів у спартанському війську, поки ті не запанікували і не вдалися до втечі. Агесілай повернувся додому незабаром після цих подій, але Іфікрат продовжив свій похід і захопив назад багато міст, які раніше були взяті спартанцями, хоча він не зміг відвоювати Лехей. Після цього він рушив у Фліунт і Аркадію, рішуче перемагаючи фліунтійців і грабуючи територію аркадійців, коли ті не забажали вступити з ним у бій. Після цієї перемоги аргоська армія вступила в Коринф і захопила акрополь.Коринф приєднаний до Аргоської держави.

### Подальші кампанії на суходолі
Після перемог Іфікрата поблизу Коринфа більше великих кампаній на суходолі тут не проводилося. Військові дії продовжувалися на Пелопоннесі і на північному заході Греції. Агесілай успішно воював в Арголіда в 391 до н. е. і почав ще дві великі експедиції перед завершенням війни.
У першій з них в 389 до н. е. спартанські експедиційні сили перепливли Коринфську затоку, щоб напасти на Акарнанію, союзника антиспартанської коаліції. Спочатку акарнанці уникали спартанських військ і ховалися в горах, але Агесілай зруштою змусив їх піти на генеральну битву, в якій акарнанці були розбиті і втратили багато людей. Після цього Агесілай приплив додому через Коринфську затоку. Наступного року акарнанці уклали мир зі спартанцями, щоб уникнути подальших вторгнень. 388 до н. е. Агесіполіс повів спартанську армію проти Аргоса. Оскілька жодна аргоська армія не кинула йому виклик, він якийсь час грабував села, а потім, після отримання несприятливих ознак, повернувся додому.

### Подальші кампанії на Егейському морі

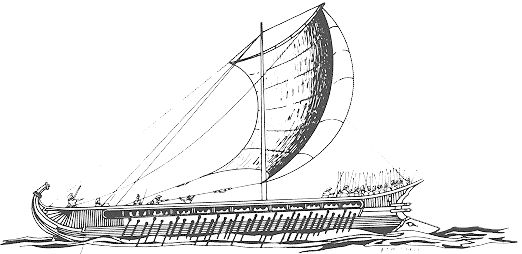
Грецька трієра

Після поразки при Кніді спартанці почали відновлювати флот, і, в боротьбі з Коринфом, відновили управління Коринфською затокою (392 до н. е.). Після відмови від мирних переговорів спартанці того ж року відправили невеликий флот під проводом Екдіка в Егейське море для того, щоб допомогти олігархам, засланим з Родоса. Екдік досяг Кніда і дізнався, що демократи володіють значно більшою кількістю суден, ніж він, і залишився в Кніді. Спартанці тоді надіслали йому в допомогу флот з Коринфської затоки під командуванням Телевтія. На Самосі Телевтій приєднав до свого флоту самоські кораблі, відплив до Кніда і потім почав операцію проти Родосу.
Стривожені цими діями спартанців, афіняни відправили флот із 40 трієр під командуванням Фрасібула. Він, вважаючи, що демократи на Родосі втримаються і без його допомоги, поплив до Геллеспонту. Дорогою він схилив кілька держав до дружби з афінянами, потім у Візантії здав на відкуп десятивідсоткове мито з товарів, що вивозяться з Чорного моря, таким чином відновивши джерело доходу, на який спиралися афіняни в Пелопоннеській війні. Після цього він приплив на Лесбос, де за підтримки мітиленців переміг спартанські війська, що були на острові, і відвоював багато міст. Однак потім Фрасібула вбили мешканці міста Аспенд, над якими його загони творили безчинства.
Після цих подій спартанці відправили нового командувача Анаксібія в Абідос. Якийсь час він успішно воював з Фарнабаз м і захопив багато афінських торгових суден. Побоюючись втратити те, що їм вдалося досягти на Геллеспонті, афіняни відправили проти Анаксібія Іфікрата. Перший час військові дії полягали лише у тому, що дві армії грабували територію міст, які стали на бік їх супротивників, але потім Іфікрат, вгадавши, де Анаксібій буде проходити, вирішив влаштувати йому засідку. Коли Анаксібій і його солдати спускалися з гір, де їх чекав Іфікрат, афіняни напали на спартанців, убивши Анаксібія і багатьох ворожих солдатів.

### Егіна та Пірей
389 до н. е. афіняни почали атаку острова Егіна. Спартанці незабаром відбили напад афінського флоту, але афіняни продовжували облогу Егіни з суходолу. Спартанський флот приплив під командуванням Анталкіда, але був блокований в Абідосі. Афіняни не мали усмпіху в облозі Егіни і після декількох місяців були відкликані.
Незабаром після відходу афінян з Егіни спартанський флот на чолі з Горгопом заманив у засідку афінський флот близько Афін, захопивши при цьому кілька суден. Афіняни у відповідь теж вирішили влаштувати засідку; Хабрій на шляху до Кіпру висадився на Егіни і з засідки напав на егінців і їх союзників спартанців, убивши багатьох з них, включаючи Горгопа.
Спартанці тоді відправили Телевтія на Егіну, щоб той командував тамтешнім флотом. Помітивши, що охорона афінських таборів після перемоги Хабрія втратила пильність, він здійснив набіг на Пірей, захопивши безліч торгових суден.

## Анталкідів мир (387 до н.е.)
Анталкід тим часом вступив в переговори з Тірібазом, і досяг угоди про те, що перси вступлять у війну на боці Спарти, якщо союзники відмовляться укласти мир. Перси були незадоволені діями Афін, в тому числі їхньою підтримкою кіпрського царя Евагора і єгипетського царя Ахоріса, які перебували в стані війни з Персією. Перси вирішили, що їхня політика ослаблення Спарти і підтримки її ворогів стала марною. Після втечі з блокованого Абідоса Анталкід напав на маленький афінський загін і переміг його, а потім об'єднав свій флот із флотом підтримки, посланим із Сиракуз. З цим військом, яке ще було збільшено судами, надісланими сатрапами перських областей, він приплив в Геллеспонт, де заблокував торговельні маршрути, за якими в Афіни надходило зерно. Афіняни, які пам'ятали поразку через це в Пелопоннеській війні двома десятиліттями раніше, були готові укласти мир.
В цих умовах Тірібаз скликав в останніх місяцях 387 до н. е. мирну конференцію, на якій головні учасники війни повинні були обговорити умови мирного договору. В основу угоди лягло пропозицію перського царя Артаксеркса II:
| Цар Артаксеркс вважає справедливим, щоб йому належали всі міста Азії, а з островів — Клазомени і Кіпр. Всім іншим еллінським містам, великим і малим, — повинна бути надана автономія, крім Лемноса, Імброса і Скіроса, які, як і раніше, залишаються під владою афінян. Тієї з воюючих сторін, яка не прийме цих умов, я разом із прийнявшими мир, оголошую війну на суходолі і на морі і воюючим з ними надам підтримку кораблями і грошима.[42] |
На мирній конференції у Спарті спартанці, з їхньою владою, збільшеною загрозою перського втручання, забезпечили згоду всіх головних держав Греції із цими пропозиціями. Укладена угода стало відомою як Царський мир, з огляду на вплив персів, який вони справили при укладенні такої угоди. Ця угода була першою спробою укладення «загального миру» в грецькій історії; згідно з угодою, всі міста повинні мали стати незалежними — пункт, який буде приведений в життя спартанцями. Під загрозою спартанської інтервенції Фіви розформували Беотійський союз, Аргосько-Коринфська держава розпалася; Коринф, позбавлений сильного союзника, був знову прийнятий у Пелопоннеський союз. Після 8 років боротьби Коринфська війна була завершена

## Наслідки війни
Після підписання миру дві держави, відповідальні за виконання пунктів договору, Персія і Спарта, здобули повну перевагу. Імперія Ахеменідів, у справи якої тепер не втручалися ні Афіни, ні Спарта, закріпила своє захоплення східної Егеїди (басейн Егейського моря), а в 380 до н. е. захопила і Єгипет, і Кіпр. Спарта, тим часом, в її недавно відновленому положенні в грецькій політичній системі, використала у своїх інтересах пункт мирного договору про автономію грецьких держав, щоб розгромити будь-яку коаліцію, яка б сприймалась як загроза. Мир у Греції тривав недовго. 378 до н. е. почалася нова війна, яку згодом назвали Беотійською війною. Спартанська гегемонія над материковою Грецією тривала ще 16 років після Анталкідового миру (до битви при Левктрах).
Війна також відзначила початок підйому Афін у грецькому світі. З їх стінами і їх відновленим флотом, афіняни нарешті звернули свої погляди за кордони Аттики. До середини 4 століття до н. е. вони зібрали конфедерацію егейських держав, зазвичай відому як Другий Афінський морський союз, повернувши, принаймні, частину того, що вони втратили з поразкою в 404 до н. е.
іонійські греки знову опинилися під владою Персії. Проте коли вони перший раз потрапили під контроль Персії (6 століття до н. е.), материкові держави робили спроби звільнити їх, що вони і зробили в ході греко-перських воєн. Після Коринфської війни жодна з балканських держав не робила спроб втрутитися. Після століть боротьби, Персія керувала Іонією без стороннього втручання понад 50 років, до епохи Александра Македонського.